# Yōta Komi
Yōta Komi (小見 洋太?, Komi Yōta; Saitama, 11 agosto 2002) è un calciatore giapponese, attaccante dell'Albirex Niigata.

## Carriera

### Club
Yōta Komi è entrato a far parte dell'Albirex Niigata nel 2020, proveniente dalla Shohei High School. Ha debuttato in prima squadra il 9 giugno 2021 nell'incontro di Coppa dell'Imperatore vinto 4-1 contro lo Zweigen Kanazawa.
Il 21 maggio 2022 ha segnato i suoi primi gol da professionista mettendo a segno una doppietta contro lo Yokohama FC in J2 League.

### Nazionale
Nel 2022 ha partecipato ai Giochi Asiatici con la nazionale olimpica giapponese perdendo in finale contro la Corea del Sud.

## Statistiche

### Presenze e reti nei club
Statistiche aggiornate al 24 marzo 2024.
| Stagione        | Squadra         | Campionato      | Campionato | Campionato | Coppe nazionali | Coppe nazionali | Coppe nazionali | Coppe continentali | Coppe continentali | Coppe continentali | Altre coppe | Altre coppe | Altre coppe | Totale | Totale | Totale |
| Stagione        | Squadra         | Comp            | Pres       | Reti       | Comp            | Pres            | Reti            | Comp               | Pres               | Reti               | Comp        | Pres        | Reti        | Pres   | Reti   |        |
| --------------- | --------------- | --------------- | ---------- | ---------- | --------------- | --------------- | --------------- | ------------------ | ------------------ | ------------------ | ----------- | ----------- | ----------- | ------ | ------ | ------ |
| 2021            | Albirex Niigata | J2              | 4          | 0          | CG+CdL          | 0+1             | 0               |                    | -                  | -                  |             | -           | -           | 5      | 0      |        |
| 2022            | Albirex Niigata | J2              | 23         | 4          | CG+CdL          | 0+1             | 0+1             |                    | -                  | -                  |             | -           | -           | 24     | 5      |        |
| 2023            | Albirex Niigata | J1              | 29         | 1          | CG+CdL          | 6+4             | 1+1             |                    | -                  | -                  |             | -           | -           | 39     | 3      |        |
| 2024            | Albirex Niigata | J1              | 4          | 0          | CG+CdL          | 0               | 0               |                    | -                  | -                  |             | -           | -           | 4      | 0      |        |
| Totale carriera | Totale carriera | Totale carriera | 60         | 5          |                 | 12              | 3               |                    | -                  | -                  |             | -           | -           | 72     | 8      |        |

## Palmarès

### Club

#### Competizioni nazionali
- J2 League: 1

Albirex Niigata: 2022